# Episodi di The Dick Van Dyke Show (quinta stagione)
La quinta stagione della serie televisiva The Dick Van Dyke Show è andata in onda negli Stati Uniti dal 15 settembre 1965 al 1º giugno 1966 sulla CBS.
| nº | Titolo originale                      | Prima TV USA      |
| -- | ------------------------------------- | ----------------- |
| 1  | Coast to Coast Big Mouth              | 15 settembre 1965 |
| 2  | A Farewell to Writing                 | 22 settembre 1965 |
| 3  | Uhny Uftz                             | 29 settembre 1965 |
| 4  | The Ugliest Dog in the World          | 6 ottobre 1965    |
| 5  | No Rice at My Wedding                 | 13 ottobre 1965   |
| 6  | Draw Me a Pear                        | 20 ottobre 1965   |
| 7  | The Great Petrie Fortune              | 27 ottobre 1965   |
| 8  | Odd But True                          | 3 novembre 1965   |
| 9  | Viva Petrie                           | 10 novembre 1965  |
| 10 | Go Tell the Birds and the Bees        | 17 novembre 1965  |
| 11 | Body and Sol                          | 24 novembre 1965  |
| 12 | See Rob Write, Write Rob Write        | 8 dicembre 1965   |
| 13 | You're Under Arrest                   | 15 dicembre 1965  |
| 14 | Fifty-Two, Forty-Five or Work         | 29 dicembre 1965  |
| 15 | Who Stole My Watch                    | 5 gennaio 1966    |
| 16 | I Do Not Choose to Run                | 19 gennaio 1966   |
| 17 | The Making of a Councilman            | 26 gennaio 1966   |
| 18 | The Curse of the Petrie People        | 2 febbraio 1966   |
| 19 | The Bottom of Mel Cooley's Heart      | 9 febbraio 1966   |
| 20 | Remember the Alimony                  | 16 febbraio 1966  |
| 21 | Dear Sally Rogers                     | 23 febbraio 1966  |
| 22 | Buddy Sorrell Man and Boy             | 2 marzo 1966      |
| 23 | Bad Reception in Albany               | 9 marzo 1966      |
| 24 | Talk to the Snail                     | 23 marzo 1966     |
| 25 | A Day in the Life of Alan Brady       | 6 aprile 1966     |
| 26 | Obnoxious, Offensive, Egomaniac, Etc. | 13 aprile 1966    |
| 27 | The Man from My Uncle                 | 20 aprile 1966    |
| 28 | You Ought to Be in Pictures           | 27 aprile 1966    |
| 29 | Love Thy Other Neighbor               | 4 maggio 1966     |
| 30 | Long Night's Journey Into Day         | 11 maggio 1966    |
| 31 | The Gunslinger                        | 25 maggio 1966    |
| 32 | The Last Chapter                      | 1º giugno 1966    |

## Coast to Coast Big Mouth
- Prima televisiva: 15 settembre 1965

### Trama
- Guest star: Dick Curtis (Johnny Patrick)

## A Farewell to Writing
- Prima televisiva: 22 settembre 1965

### Trama
- Guest star: Guy Raymond (Horace)

## Uhny Uftz
- Prima televisiva: 29 settembre 1965

### Trama
- Guest star: John Mylong (Karl), Madge Blake (signora), Ross Elliott (dottor Phil Ridley), Karl Lukas (Hugo)

## The Ugliest Dog in the World
- Prima televisiva: 6 ottobre 1965

### Trama
- Guest star: George Tyne (Mr. Berkowitz), Michael Conrad (Mr. Mack), Billy De Wolfe (Rex Spaulding), Florence Halop (Mrs. Spaulding), Barbara Dodd (cliente)

## No Rice at My Wedding
- Prima televisiva: 13 ottobre 1965

### Trama
- Guest star: Van Williams (Clark Rice), Allan Melvin (Sam Pomerantz), Bert Remsen (Heckler)

## Draw Me a Pear
- Prima televisiva: 20 ottobre 1965

### Trama
- Guest star: Jody Gilbert (Agnes), Jackie Joseph (Missy), Ina Balin (Valerie Ware), Dorothy Neumann (Doris)

## The Great Petrie Fortune
- Prima televisiva: 27 ottobre 1965

### Trama
- Guest star: Howard Wendell (Ezra), Amzie Strickland (Rebecca), Dan Tobin (Leland Ferguson), Forrest Lewis (Mr. Harlow), Elvia Allman (Luthuella), Herb Vigran (Alfred Reinbeck), Tiny Brauer (Ike Balinger)

## Odd But True
- Prima televisiva: 3 novembre 1965

### Trama
- Guest star: Rhoda Williams (receptionist), Bert May (Upside Down Man), James Millhollin (Tetlow), Hope Summers (Lady with Dog), David Fresco (Potato Man), Peter Oliphant (Freddie Helper), Ray Kellogg (Stagehand)

## Viva Petrie
- Prima televisiva: 10 novembre 1965

### Trama
- Guest star: Joby Baker (Manuel Rodriguez), Jack Bernardi (dottore)

## Go Tell the Birds and the Bees
- Prima televisiva: 17 novembre 1965

### Trama
- Guest star: Peter Hobbs (dottor Gormsley), Alberta Nelson (Miss Reshovsky)

## Body and Sol
- Prima televisiva: 24 novembre 1965

### Trama
- Guest star: Burt Taylor (soldato), Barbara Dodd (Norma), Allan Melvin (Sol Pomerantz), Ed Peck (capitano Worwick), Michael Conrad (Bernie Stern), Garry Marshall (arbitro), Paul Stader (Boom Boom Bailey)

## See Rob Write, Write Rob Write
- Prima televisiva: 8 dicembre 1965

### Trama
- Guest star: John McGiver (Ollie Wheelright)

## You're Under Arrest
- Prima televisiva: 15 dicembre 1965

### Trama
- Guest star: Ed McCready (poliziotto), Bella Bruck (Mrs. Fieldhouse), Phillip Pine (Norton), Sandy Kenyon (Cox), Lee Krieger (barista), Tiny Brauer (uomo)

## Fifty-Two, Forty-Five or Work
- Prima televisiva: 29 dicembre 1965

### Trama
- Guest star: John C. Chulay (camionista), Al Ward (Johnson), Reta Shaw (Dawn McCracken), James Frawley (Joe Galardi), John Hauser (Herbie Finkel), Dabbs Greer (Mr. Brumley)

## Who Stole My Watch
- Prima televisiva: 5 gennaio 1966

### Trama
- Guest star: Milton Frome (Mr. Evans)

## I Do Not Choose to Run
- Prima televisiva: 19 gennaio 1966

### Trama
- Guest star: Peter Brocco (Lionel), Howard Wendell (John Gerber), Philip Ober (Mr. Howard), George Tyne (Doug), Arte Johnson (Bill Schermerhorn), Helen Spring (Woman at Meeting)

## The Making of a Councilman
- Prima televisiva: 26 gennaio 1966

### Trama
- Guest star: Remo Pisani (Duke Bronson), Lorna Thayer (Samantha Meriweather), Wally Cox (Lincoln Goodheart), George Tyne (Doug Miller), Margaret Muse (Mrs. Birdwell), Leah Waggner (Martha Goodheart), Kay Stewart (signora), Holly Harris (signora), Marilyn Hare (signora), Arthur Adams (Herb Litmore), Jim Henaghan (Booth Mitchell)

## The Curse of the Petrie People
- Prima televisiva: 2 febbraio 1966

### Trama
- Guest star: Tom Tully (Sam Petrie), Isabel Randolph (Clara Petrie), Leon Belasco (Mr. Marks)

## The Bottom of Mel Cooley's Heart
- Prima televisiva: 9 febbraio 1966

### Trama
- Guest star:

## Remember the Alimony
- Prima televisiva: 16 febbraio 1966

### Trama
- Guest star: José Nieto (Mariachio), Shelah Hackett (Maxine), Allan Melvin (Sol Pomerantz), Lee Krieger (Bernie), Don Diamond (Gonzales), Bernie Kopell (Juan), Guillermo de Anda (Mariachio)

## Dear Sally Rogers
- Prima televisiva: 23 febbraio 1966

### Trama
- Guest star: Richard Schaal (Stevie Parsons), Bill Idelson (Herman Glimscher), Bert Remsen (annunciatore, voice)

## Buddy Sorrell Man and Boy
- Prima televisiva: 2 marzo 1966

### Trama
- Guest star: Arthur Ross-Jones (Cantor), Sheldon Collins (David), Pippa Scott (Dorothy), Ed Peck (Leon), Maria Sokolov (Mom)

## Bad Reception in Albany
- Prima televisiva: 9 marzo 1966

### Trama
- Guest star: Candice Howard (ragazza), Ed Rice (uomo), Tom D'Andrea (Forrest Gilly), Robert Nichols (Wendell Henderson), Chanin Hale (Sugar Henderson), Johnny Haymer (Sam), Joseph Mell (Fred), Bert Remsen (barista), Bella Bruck (cameriera), Lorraine Bendix (Edabeth), Tiny Brauer (Lou)

## Talk to the Snail
- Prima televisiva: 23 marzo 1966

### Trama
- Guest star: Paul Winchell (Claude Wilbur), Henry Gibson (Doug Bedlork)

## A Day in the Life of Alan Brady
- Prima televisiva: 6 aprile 1966

### Trama
- Guest star: Joyce Jameson (Blanche), John C. Chulay (Cameraman), Lou Wills Jr. (Hi), Kim Ford (Dancing Girl), Eddie Paskey (ospite festa)

## Obnoxious, Offensive, Egomaniac, Etc.
- Prima televisiva: 13 aprile 1966

### Trama
- Guest star: Forrest Lewis (Mac)

## The Man from My Uncle
- Prima televisiva: 20 aprile 1966

### Trama
- Guest star: Godfrey Cambridge (Harry Bond), Steven Geray (Mr. Gerard), Biff Elliot (Mr. Phillips)

## You Ought to Be in Pictures
- Prima televisiva: 27 aprile 1966

### Trama
- Guest star: Michael Constantine (Leslie Merkle), Jayne Massey (Lucianna Mazetta)

## Love Thy Other Neighbor
- Prima televisiva: 4 maggio 1966

### Trama
- Guest star: Suzanne Taylor (Mary Jane Staggs), Joby Baker (Fred Staggs)

## Long Night's Journey Into Day
- Prima televisiva: 11 maggio 1966

### Trama
- Guest star: Ogden Talbot (Artie)

## The Gunslinger
- Prima televisiva: 25 maggio 1966

### Trama
- Guest star: Garry Marshall (barista), Sam Denoff (cowboy), Allan Melvin (Gun Drummer), Jerry Belson (giocatore di poker), Bill Persky (cowboy)

## The Last Chapter
- Prima televisiva: 1º giugno 1966

### Trama
- Guest star: Greg Morris (Mr. Peters, filmati d'archivio), Tiny Brauer (Cabbie, filmati d'archivio), Dabbs Greer (Chaplain, filmati d'archivio), Herbie Faye (Vendor, filmati d'archivio), Mimi Dillard (Mrs. Peters, filmati d'archivio)